# Transaction erronée
On entend par transaction erronée ou « mistrade » une transaction erronée sur des titres dans le domaine du négoce de titres en bourse et hors Bourse. Il peut avoir été déclenché par exemple par une erreur de frappe lors de la transaction (en).
Des règles sont ancrées dans les conditions du négoce de titres de chaque Bourse :
- quand on se trouve en présence d’un transaction erronée,
- sous quelles conditions une telle transaction doit être annulée/remboursée et
- quelles conséquences entraîne une transaction erronée (par exemple, dommages et intérêts, pénalité contractuelle).

## Effets
Les « mistrades » sont relativement rares. La bourse de Stuttgart a indiqué par exemple pour l’année 2005 que des demandes de « mistrade » ont été faites pour 0,006 % de l’ensemble des transactions.
Ils entraînent facilement des dommages considérables. La bourse de Tokyo s’est attiré de sévères critiques fin 2005 parce qu’elle ne dispose pas de règles de « mistrade » adéquates. Un courtier qui voulait vendre une action de J-Com pour 610 000 yens a saisi un ordre pour 610 000 actions au prix de un yen. La bourse de Tokyo n’a pas suspendu le négoce de ce titre ou annulé l’ordre pour le titre. Le dommage pour la banque s’est élevé à 280 millions d’euros.

## Délais pour des demandes de«mistrade»
Pour avoir la sécurité juridique et éviter des procès judiciaires de longue haleine, il existe à toutes les bourses des délais très serrés dans le temps pour déposer des demandes de « mistrade ». 
À la NYSE-Euronext (Paris, Bruxelles, Amsterdam) le département « Market Services » doit être contacté en vue d’une annulation dans les 30 minutes qui suivent le moment du négoce.
Au NYSE, BATS, CBOT, NASDAQ, OMX (Stockholm, Helsinki, Copenhague) et American Stock Exchange une demande d’éclaircissement (« Request for review ») doit être déposée dans un délai de 30 minutes à partir du moment du négoce,. 
À la Bourse de Francfort la demande de « mistrade » doit être déposée dans les deux heures de négoce qui suivent la réception de la confirmation d’exécution conformément au § 2 al. 1 phrase 2 » . 
Dans la mesure où, pour des transactions sur des titres autres que les produits structurés qui sont négociés dans la vente aux enchères permanente, le délai de demande conformément à la phrase 1 expire après la fin des heures de négoce d’une journée boursière, la demande de « mistrade » doit être déposée au plus tard une demi-heure après la fin des heures de négoce.

## Les plus grandes transaction erronées du passé
- En 2006 un courtier de Mizuho Securities au Japon a commis une erreur de frappe lors de la transaction, qui a fait qu’une action a été vendue avec un nombre de coupons extrêmement élevé. La réparation de l’erreur aurait coûté 40 milliards de yens[7].
- En 2014 un courtier japonais a placé à la bourse des ordres de titres d’une valeur de 600 milliards de dollars, qui ont toutefois été annulés. Si les ordres avaient été exécutés, cela aurait dépassé en valeur le produit intérieur brut de la Suède [8].
- En 2015 un mistrade extrêmement important s’est produit en Allemagne d’après le quotidien Les Echos, lorsque l'investisseur Armin S. a acheté pour 326 000 euros des produits structurés de la banque BNP Paribas Arbitrage dont la valeur réelle a été taxée par la BNP six jours plus tard – a posteriori – à 163 millions d’euros[9],[10]. L'erreur n'a pas été détectée parce que BNP a oublié de comptabiliser plus de 8000 transactions qu’il a faites pendant toute une semaine [11],[12].
- En 2016 la livre sterling a perdu en quelques minutes 6 % par rapport au dollar américain. On présume que la chute du cours a été déclenchée par une « erreur de Fat Finger » qui a entraîné ce Flash Crash[13].